# 胸像
胸像（Bust），又稱半身像，是人型雕塑的一種，展示出頭部、頸部、肩膀以及一部分的胸腔。胸像的材料多元，包含大理石、青銅、石膏等。

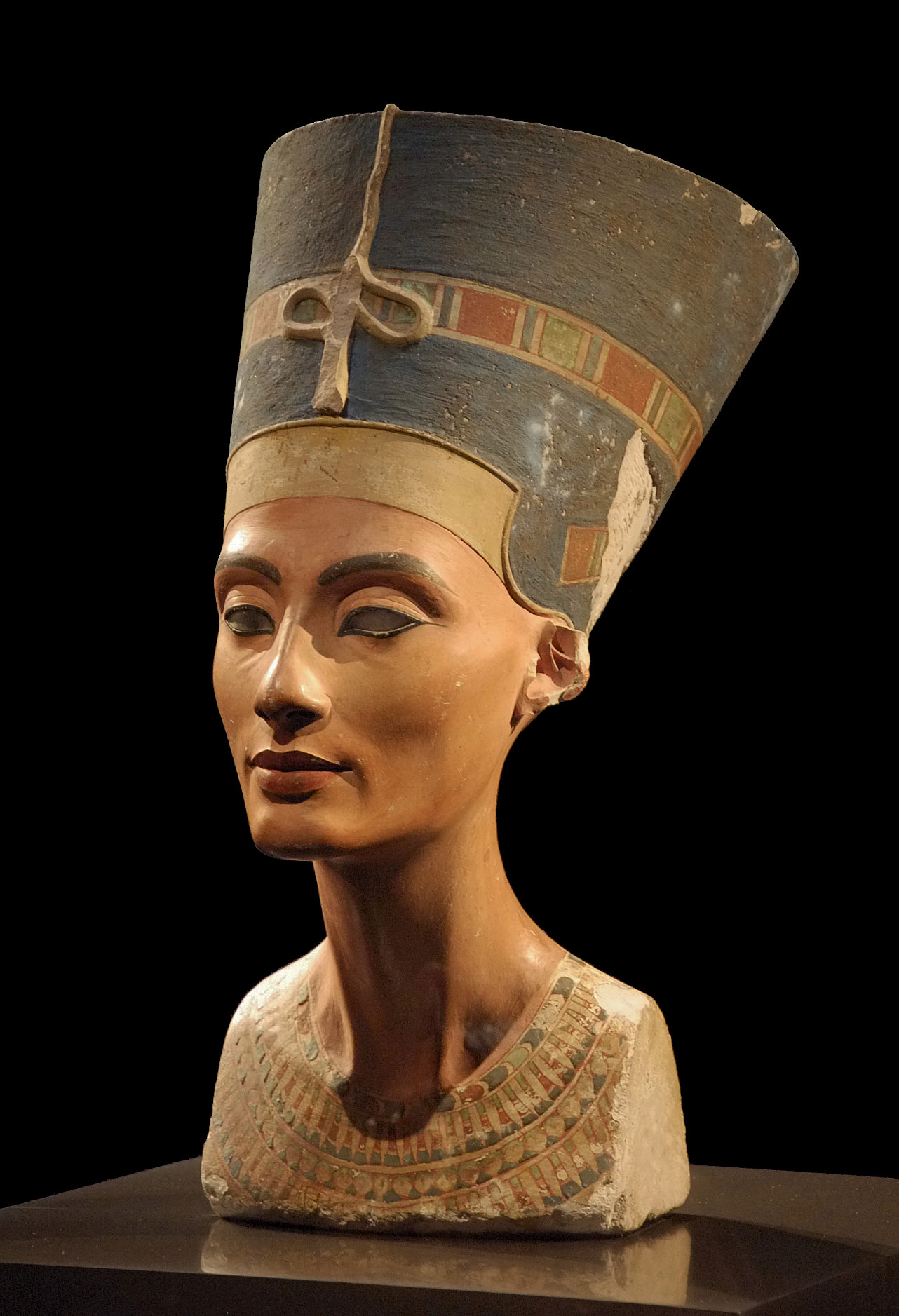
娜芙蒂蒂胸像

胸像作品於古典時期相當常見，在羅馬帝國許多雕塑家會製作皇帝或其他元老院政要的胸像。文藝復興時期亦有眾多胸像創作，來自達爾馬提亞的法蘭切斯科·勞拉納即為著名胸像雕塑家之一。